# Lâu đài Drzewica

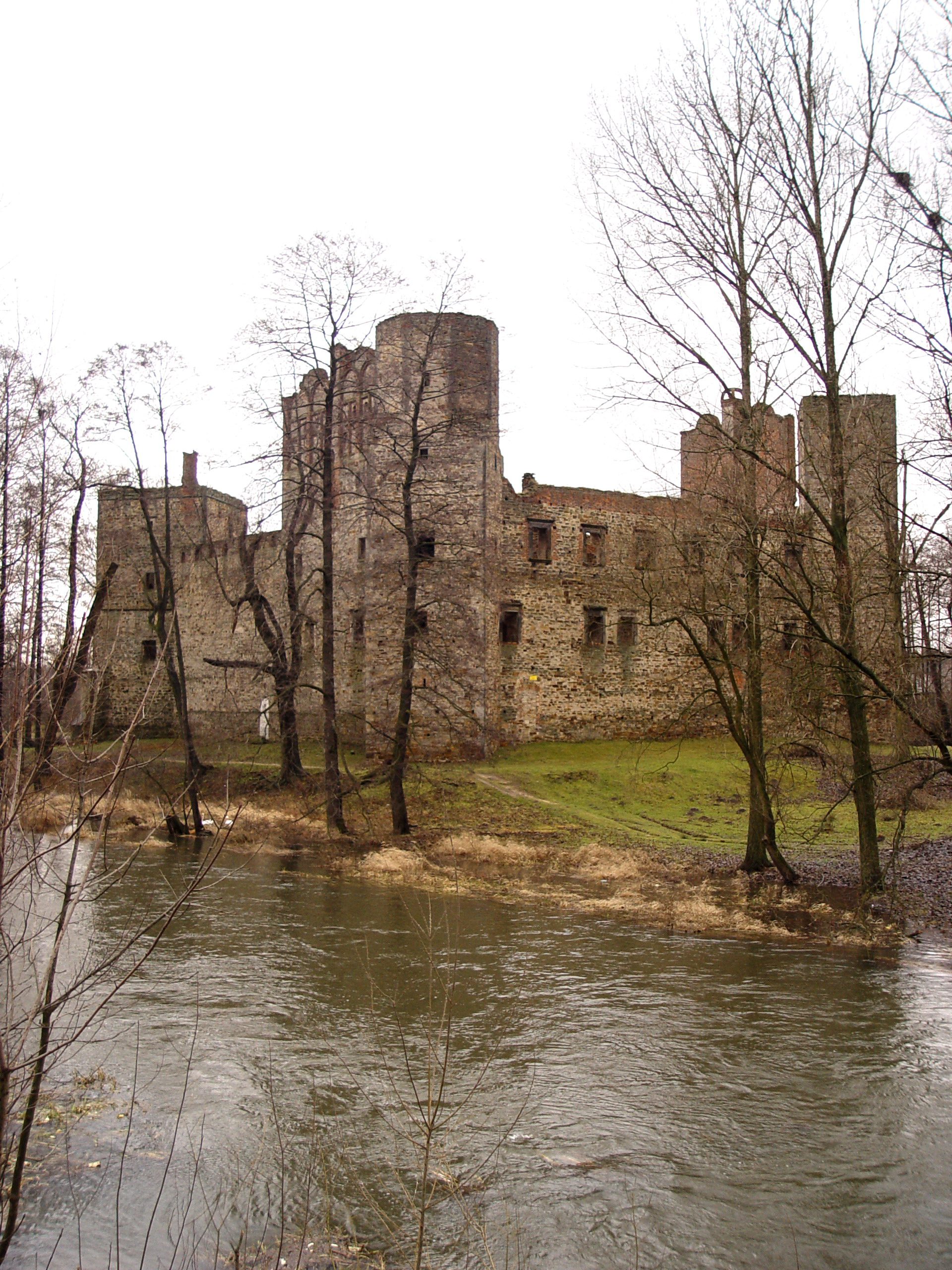
Lâu đài Drzewica nhìn từ bờ sông

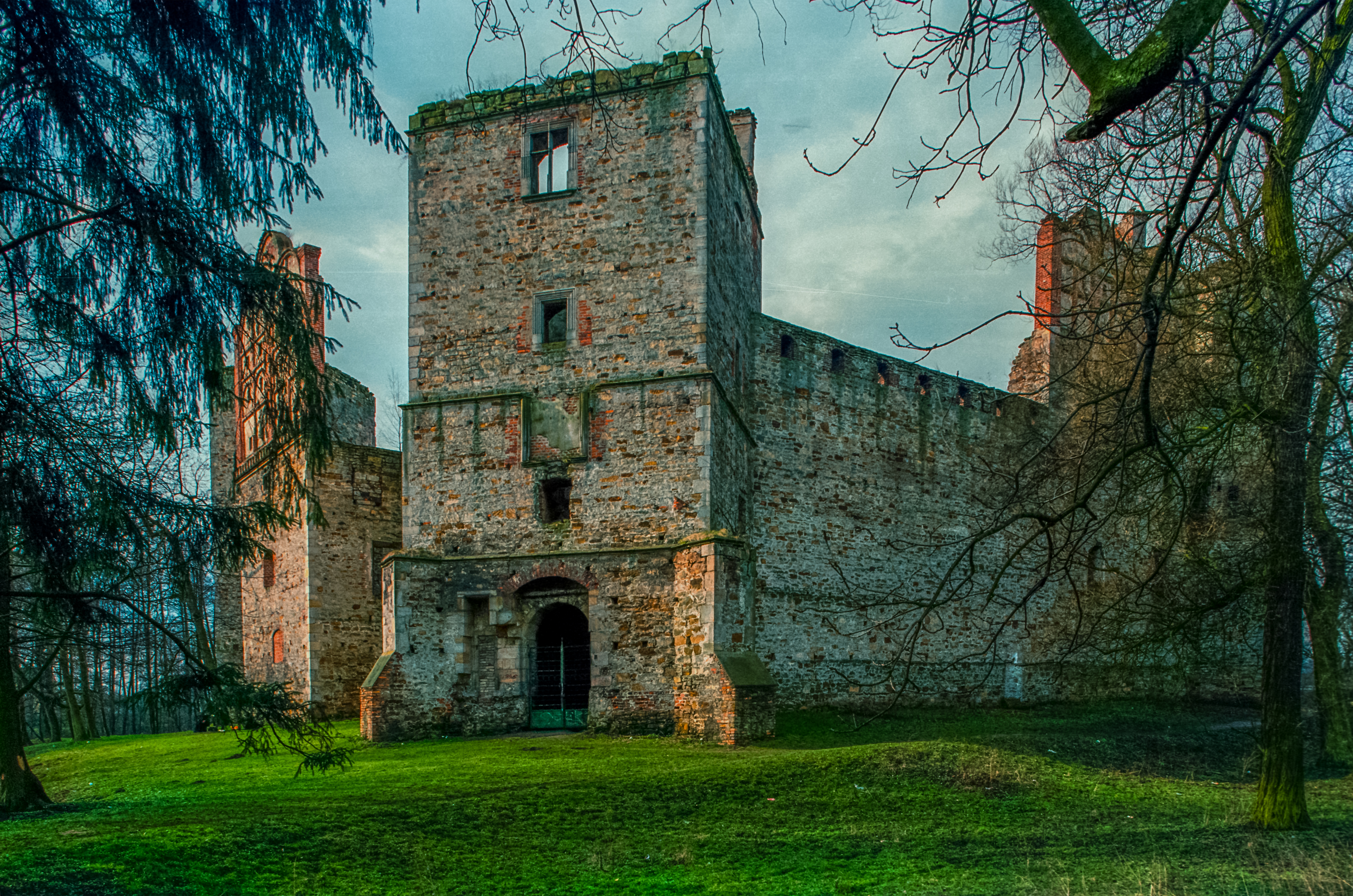
Tháp cổng của lâu đài

Lâu đài Drzewica (tiếng Ba Lan: Zamek w Drzewicy) là một lâu đài lịch sử (hiện nay là một tàn tích) được xây dựng trong giai đoạn 1527 - 1535, tọa lạc ở Drzewica, Ba Lan. Công trình kiến trúc này có tên trong danh sách di tích. Lâu đài Drzewica được đánh giá là một trong những tàn tích tuyệt đẹp cũng như sở hữu những nét vốn có từ đầu thế kỷ 16. Hiện nay, đây là tài sản tư nhân và du khách chỉ có thể ngắm nhìn từ bên ngoài (từ năm 2017).
Lâu đài mang phong cách Gothic-Phục hưng nằm gần sông Drzewiczka và được bao quanh bởi hào nước. Tòa nhà được xây dựng trên một mặt bằng hình chữ nhật với 4 tòa tháp vuông nằm ở các góc, tạo thành một địa thế phòng thủ vững chắc.

## Lịch sử
| Mốc lịch sử               | Mô tả |
| ------------------------- | --- |
| 1527 - 1535               | Lâu đài được xây dựng theo sáng kiến của Tổng giám mục Maciej Drzewicki.                                               |
| Thế kỷ 17 - Đầu thế kỷ 18 | Các gia đình tiếp quản lâu đài là Sołtyk và Szaniawskis.                                                               |
| Năm 1814                  | Lâu đài Drzewica bị thiêu rụi trong một trận hỏa hoạn. Sau đó, lâu đài bị bỏ hoang và dần rơi vào tình cảnh hoang tàn. |
| 1948 - 1949               | Các công trình khảo cổ và nghiên cứu lâu đài được thực hiện.                                                           |
| 1985 - 1986               | Các công trình khảo cổ và nghiên cứu lâu đài được thực hiện.                                                           |
| Năm 1990                  | Những tàn tích còn sót lại của lâu đài được Antoni Borzewski mua lại.                                                  |
| Hiện nay                  | Đây là tài sản tư nhân và du khách chỉ có thể ngắm nhìn từ bên ngoài.                                                  |